# Jugoszláv Néphadsereg
A Jugoszláv Néphadsereg (szerb és macedón nyelven: Југословенска народна армија, Jugoslovenska narodna armija, rövidítve: JHA; horvát és bosnyák nyelven: Jugoslavenska narodna armija, rövidítve: rövidítve: JNA; szlovén nyelven: Jugoslovanska ljudska armada, rövidítve: JLA) 1945 és 1992 között a Jugoszláv Szocialista Szövetségi Köztársaság hadserege volt.

## Története
A JNA eredete a második világháború jugoszláv partizánharcai idején kezdődött. Elődje a Jugoszláviai Népi Felszabadító Hadsereg (NOVJ) az antifasiszta jugoszláv népi felszabadító háború keretében alakult meg 1941. december 22-én a boszniai Rudo városában. Miután a jugoszláv partizánok felszabadították az országot, ezt a dátumot a Jugoszláv Szocialista Szövetségi Köztársaságban (SFR Jugoslavija) hivatalosan a „hadsereg napjaként” ünnepelték. 1945 márciusában a NOVJ-t „Jugoszláv Hadsereg” (Jugoslavenska Armija) névre nevezték át, majd fennállásának 10. évfordulóján, 1951. december 22-én megkapta a „Népi” (Narodna) jelzőt.
Vitatott időszaka a JNA-nak az 1948-tól 1955-ig terjedő, ún. Informbiro-korszak, amikor a titói jugoszláv vezetés szembefordult a Szovjetunióval. A legszolidabb becslések szerint a hadsereg állományának 10-15%-a támogatta a szovjet álláspontot. Jugoszláv források becslése szerint a letartóztatott katonatagok száma 4153 tiszttől és katonától (Radonjić becslése szerint) a Milovan Đilas becslése szerinti 7000 bebörtönzött tisztig terjedt. A tisztogatásban az elnöki őrezred 22 tisztje vett részt, akik közvetlenül Titónak számoltak be, köztük Momčilo Đurić, aki a háború alatt a jugoszláv partizánok legfelsőbb parancsnoksága őrzászlóaljának parancsnoka volt. A szovjet blokád ezen időszakában a jugoszláv hadsereg fejlődése stagnált. A Jugoszláv Hadsereg negyvenkilenc, a Vezérkari Akadémián, a Frunze Akadémián és más szovjet katonai akadémiákon végzett hallgatóit potenciális szovjet támogatónak tekintették. Sokan azok közül, akik a Szovjetunióban jártak ilyen akadémiákra a Tito–Sztálin szakítás idején, soha nem tértek vissza Jugoszláviába. A szakítás különösen a légierőt érintette, hiszen a légierő szinte minden tisztje rendelkezett szovjet kiképzéssel, és néhányan a légierő gépein menekültek el Jugoszláviából. A disszidálók között volt Pero Popivoda vezérőrnagy is, aki a légierő hadműveleti szolgálatának vezetője volt. A Belgrád melletti Batajnica, Zimony és Pancsova légitámaszpontokat a szabotőrcsoportok részéről több támadás érte. A zimonyi légitámaszpont parancsnoka és helyettese Romániába menekült.
1948 és 1955 között az Egyesült Államok 600 millió USD közvetlen katonai támogatást és ugyanennyi gazdasági segélyt adott Jugoszláviának, lehetővé téve Jugoszlávia számára, hogy hazai erőforrásaiból többet fordítson a védelemre. Az amerikai fegyverek Koča Popović vezérezredes és Kilibarda vezérezredes 1951. május–júniusban, illetve augusztusban tett két egyesült államokbeli látogatása után 1951 végén kezdtek megérkezni. 1952-re a fegyveres erők létszáma 500 000 főre nőtt, és a védelmi kiadások a nemzeti össztermék 22 százalékát emésztették fel. Az Egyesült Államok 1951-ben Belgrádban hozta létre a Harmody tábornok vezette 30 tisztből álló Katonai Segítségnyújtási Tanácsadó Csoportot (MAAG), amely tíz évig működött, katonai támogatásokat folyósított, és további 1 milliárd dollár értékű fegyvereladást bonyolított le kedvező feltételekkel.
A belső feszültségek lecsillapítására JNA 1968. november végén avatkozott be először. 1968. november 27-én (szomszédos Albánia nemzeti ünnepén) pristinai és más koszovói városok albánjai tömegesen vonultak utcára követelve a Koszovói Autonóm Terület köztársaságként való elismerését. A jugoszláv milícia és a JNA brutálisan avatkozott be elfojtotva a zavargásokat. Hasonló forgatókönyv ismétlődött meg az 1981-es koszovói albán tüntetések során is.
A horvát tavasz idején, 1971 tavaszán a horvát-szlovén határvidéken „Sloboda '71” néven a JNA megszervezte története legnagyobb közös hadgyakorlatát, amelyen maga Tito is részt vett. Ezeknek a gyakorlatoknak az volt a feladata, hogy nyomást gyakoroljanak a horvát politikai eseményekre és megfélemlítsék az akkoriban nagyrészt emigráns horvát vezetést és a közvéleményt.
Tito halála után a JNA önálló politikába kezdett, és egyre kevésbé volt elszámoltatható a szövetségi elnökség, valamint az alkotmány szerint nyolctagú legfelsőbb parancsnokság felé.
1981 kora tavaszán a JNA története során először fegyveresen avatkozott be a JSZK területén, amikor erőszakos eszközökkel, iszonyatos erődemonstrációval és civil áldozatokkal verte le a koszovói albán tüntetéseket. Ezeket az eseményeket követően alakult meg Koszovóban az 52. hadtest, amelyben számos olyan magas rangú JNA-tiszt szolgált, akik az 1990-es években nagyszerb politika hívei voltak, mint Blagoj Adžić, Ratko Mladić, Dragoljub Ojdanić és Nebojša Pavković tábornok, akik ellen a volt Jugoszláviával foglalkozó nemzetközi büntetőtörvényszék (ICTY) háborús bűnökért vádat emelt. Tito halála után, amikor a politikai helyzet tovább bonyolódott felmerült, hogy a JNA átveheti a hatalmat az országban.
Az SKJ 12. kongresszusán (1982) 16 aktív tábornok csatlakozott az SKJ Központi Bizottságához. A rendes katonai struktúrán kívül mindenkor ezer tiszt töltött be különféle politikai pártfeladatokat, és így gyakorolta az ellenőrzést a polgári intézmények felett. A JNA politikai és anyagi érdekeinek érvényesítése érdekében számos állami funkciót is ellátott, így 14 tábornokot és admirálist neveztek ki a JSZK nagykövetévé más országokban. Tito halála után a JSZK első kollektív elnöksége (1980 májusától 1984-ig) töltötte be az alkotmány szerint a fegyveres erők legfelsőbb parancsnoki funkcióját. Ennek nyolc tagja volt, valamennyien tartalékos tábornokok vagy ezredesek.
A JNA tábornokai irányították a hadiipart, amely a jugoszláv gazdaság nagyon fontos láncszeme volt. A JSZK-ban több mint 550 gyár volt része a hadiipari komplexumnak. Az 1981 és 1990 közötti időszakban a fegyverek és katonai felszerelések exportjának értéke 11,77 milliárd USD volt. 1986-ban a jugoszláv költségvetésből 4,79%, 1987-ben 4,61%, 1988-ban 4,21%, 1989-ben és 1990-ben pedig a jugoszláv költségvetés 4%-át (vagy 1990-ben körülbelül 2,5 milliárd USD-t) különítették el a JNA finanszírozására. A JNA hatalmának gazdasági és pénzügyi vonatkozását az is jól mutatja, hogy ingó vagyonát 1990-ben 70 milliárd USD-ra becsülték. A JNA 1989 elején, az új koszovói albán tiltakozások idején, újra beavatkozott Koszovóban, ahol ismét albán civileket öltek meg.
A 14. kongresszus (1990. január 20-22.) és az SKJ feloszlatása után a tábornokok 1990. november 19-én Belgrádban megalapították a Kommunisták Uniója – Mozgalom Jugoszláviáért (Savez komunista — Pokret za Jugoslaviju  SK-PJ) nevű szervezetet, amelynek a JNA személyzetének tagjain kívül csak kevés tagja volt. Az SK-PJ mintegy 75 000 regisztrált tagja volt aktív tiszt és altiszt, valamint a JNA-nál dolgozó civil állampolgár. Az 1990. december 9-i szerbiai első többpárti választásokon a tábornokok az SK-PJ-n keresztül támogatták Slobodan Milošević Szerbiai Szocialista Pártját (SPS). Milošević SPS pártja a JNA-hoz hasonlóan ellenezte Ante Marković liberális jugoszláv miniszterelnök gazdasági reformját, továbbá egyesítette azokat az erőket, amelyek mereven ragaszkodtak Jugoszláviához, mint kizárólag szövetségi közösséghez. Milošević úgy számolt, hogy a szerbek, mint többségi nemzet számszerű dominanciája, az egy ember, egy szavazat elve alapján legalizálhatja a szerb uralmat Jugoszlávia többi részén is. A szerb ellenzék 1991. március 9-iki, egész napos, Miloševićet bíráló tiltakozása alatt a JNA az esti órákban, Milošević támogatásának jeleként, harckocsi egységeket küldött Belgrád utcáira.
1990 áprilisában, amikor kiderült, hogy Horvátországban a Franjo Tuđman vezette HDZ nyer, és a szocialisták vezetője, Ivica Račan megtagadta a puccs végrehajtását, a JNA a horvát fegyveres ellenállás megelőzésére, elvette az összes fegyvert a horvát területvédelmi erőktől. Szlovéniának sikerült részben megakadályoznia a fegyverek lefoglalását, így a 10 napos szlovén háborúban nem voltak fegyvertelenek. A JNA kezdetben látszólag semleges álláspontot képviselt, de már 1990 nyarán, közvetlenül a rönkforradalom kitörése után a szerb lázadók oldalára állt. A JNA hamarosan közvetlenül is megtámodta a Horvát Köztársaságot, amikor légierejét bevetette a horvát rendőri alakulatok ellen. Ekkor 1990. augusztus 17-én a Horvát Köztársaság Belügyminisztériuma három helikoptert küldött rendőrökkel Kninbe szerb lázadás leverésére, de Ogulin felett két MiG-21-es elfogta és megfenyegette a helikoptereket, hogy lelövik őket, ha nem térnek le a tervezett útvonalról, és nem térnek vissza Lučkóba.
Az 1991. június végi, rövid ideig tartó szlovéniai háború után, amelynek ürügye a nemzetközi határátkelők ellenőrzése volt – és ami a JNA Szlovénia területéről való teljes kivonásával végződött – a JNA fő stratégiai célja Horvátország területének feldarabolása lett. A JNA azzal magyarázta beavatkozását, hogy „megvédi a horvátországi szerb népet”. 1991 közepén, ahogy Veljko Kadijević tábornok állítja, a JNA „segítette a horvátországi szerbeket, hogy katonailag és politikailag felkészüljenek az ezután következő eseményekre”. 1991. április 29-én a JNA 9. hadteste körülvette a Knintől délkeletre fekvő, horvátok lakta Kijevo falut, melynek blokádját a tiltakozások hatására ugyan két hét múlva feloldották, de augusztus 26-án mégis elfoglalták a települést, melynek minden házát lerombolták. A támadásban a légierő gépei is részt vettek. Júliusban a kiűzték a horvát erőket Baranyából és az Eszéktől északra felvő területekről, és megkezdték Eszék ostromát. 1991 őszén a horvát fegyveres erők a JNA számos horvátországi laktanyáját elfoglalták és nagy mennyiségű fegyvert és hadieszközt zsákmányoltak. Ezenkívül 3000 tiszt hagyta el a JNA-t és csatlakozott a Horvát Hadsereghezhez. Szeptember 20-án megindult a JNA Horvátország elleni hadjárata, melynek eredeti céljait a szerbek lakta területek védelmére korlátozták, de patthelyzettel végződött, és mindkét fél elfogadta a nemzetközileg felügyelt tűzszünetet. Ennek az offenzívának a része volt Dubrovnik védett belvárosának tüzérségi lövetése, mely nagy nemzetközi felháborodást keltve hozzájárult Szerbiának és Jugoszláviának nemzetközi diplomáciai és gazdasági elszigetelődéséhez. November 18-án befejeződött a Vukovári csata, a horvátországi háború augusztus óta tartó, legnagyobb összecsapása. A várost elfoglaló szerb katonai erők a horvát erők 80%-át megsemmisítették vagy elfogták. A Jugoszláv Néphadsereg és a helyi szerb önkéntesek számos atrocitást követtek el a városban, köztük a vukovári mészárlást. 1992. január 2-án aláírt szarajevói megállapodás értelmében a JNA személyi állományát és felszerelését ki kellett vonni Horvátországból, de a mikor végül kivonultak Bosznia-Hercegovinába, felszerelésüket az RSK erőinek adták át. 
A JNA-t hivatalosan 1992. május végén szüntették meg, ekkor alakult meg maradványaiból a Jugoszláv Hadsereg, a Boszniai Szerb Köztársaság hadserege és az RSK hadserege. A Jugoszláv Hadsereg többi részét 2003-ban Szerb és Montenegrói Hadseregre nevezték át, majd 2006 után ez a hadsereg Szerb Hadsereg nevet kapta, bár a szerb fegyveres erők Szerb Hadsereg elnevezésére is voltak javaslatok.

## Felépítése és szerkezete
1988-ban a JNA három haderőnemből állt:
- A Jugoszláv Néphadsereg szárazföldi erői (szerbül: Копнена Војска, horvátul: Kopnena Vojska)

- A Jugoszláv Szocialista Szövetségi Köztársaság légiereje (szerbül: Ратно ваздухопловство и противваздушна одбрана, horvátul: Ratno zrakoplovstvo i protuzračna obrana)

- Jugoszlávia Haditengerészete (szerbül: Југословенска ратна морнарица, horvátul: Jugoslavenska ratna mornarica)

A JNA szerkezete gyökeresen megváltozott a Jugoszláv Szocialista Szövetségi Köztársaság 1991-es felbomlása után. A legutóbbi módosítás után a JNA-t három katonai körzetre (1., 3. és 5. hadsereg) és egy haditengerészeti katonai körzetre osztották. A légierőknek saját főhadiszállásuk volt, azonos parancsnoki felépítéssel. Minden katonai körzet (MD) a saját földrajzi régiójában lévő csapatokért volt felelős.
Jugoszlávia hadiipara 56 gyárat foglalt magában, 8000 mérnökkel és 72000 munkással. További 100 ezren dolgoztak beszállító cégeknél. A termelés mintegy 60 százaléka Bosznia-Hercegovinában történt.

### A szárazföldi erők felépítése
Az 1980-as években a jugoszláv szárazföldi erők hadereje körülbelül 240-260 ezer hivatásos katona, körülbelül 100 ezer hadköteles és 1 500 000 kiképzett tartalékos volt. A Területvédelemnek (TO) is körülbelül 1 500 000 tagja volt.
A JNA felépítése a legutolsó állapot szerint a következő volt:

#### 1. hadsereg
Parancsnokság: Belgrád
- 4. hadtest (Szarajevó)
- 5. hadtest (Banja Luka)
- 12. hadtest (Újvidék)
- 17. hadtest (Tuzla)
- 24 hadtest (Kragujevac)
- 37. hadtest (Užice)

#### 2. hadsereg
Parancsnokság: Szkopje
- 2. hadtest (Titograd)
- 21. hadtest (Niš)
- 41. hadtest (Bitola)
- 42. hadtest (Kumanovo)
- 52. hadtest (Pristina)

#### 3. hadsereg
Parancsnokság: Zágráb
- 10. hadtest (Zágráb)
- 13. hadtest (Fiume)
- 14. hadtest (Ljubljana)
- 31. hadtest (Maribor)
- 32. hadtest (Varasd)

A légierő főhadiszállása a Belgrádhoz tartozó Zimonyban volt.
A haditengerészet főhadiszállása Splitben volt.

## Fordítás
- Ez a szócikk részben vagy egészben  a   Yugoslav People's Army című angol Wikipédia-szócikk ezen változatának fordításán alapul.  Az eredeti cikk szerkesztőit annak laptörténete sorolja fel. Ez a jelzés csupán a megfogalmazás eredetét és a szerzői jogokat jelzi, nem szolgál a cikkben szereplő információk forrásmegjelöléseként.
- Ez a szócikk részben vagy egészben  a   Jugoslavenska narodna armija című horvát Wikipédia-szócikk ezen változatának fordításán alapul.  Az eredeti cikk szerkesztőit annak laptörténete sorolja fel. Ez a jelzés csupán a megfogalmazás eredetét és a szerzői jogokat jelzi, nem szolgál a cikkben szereplő információk forrásmegjelöléseként.